# Bronsmunia

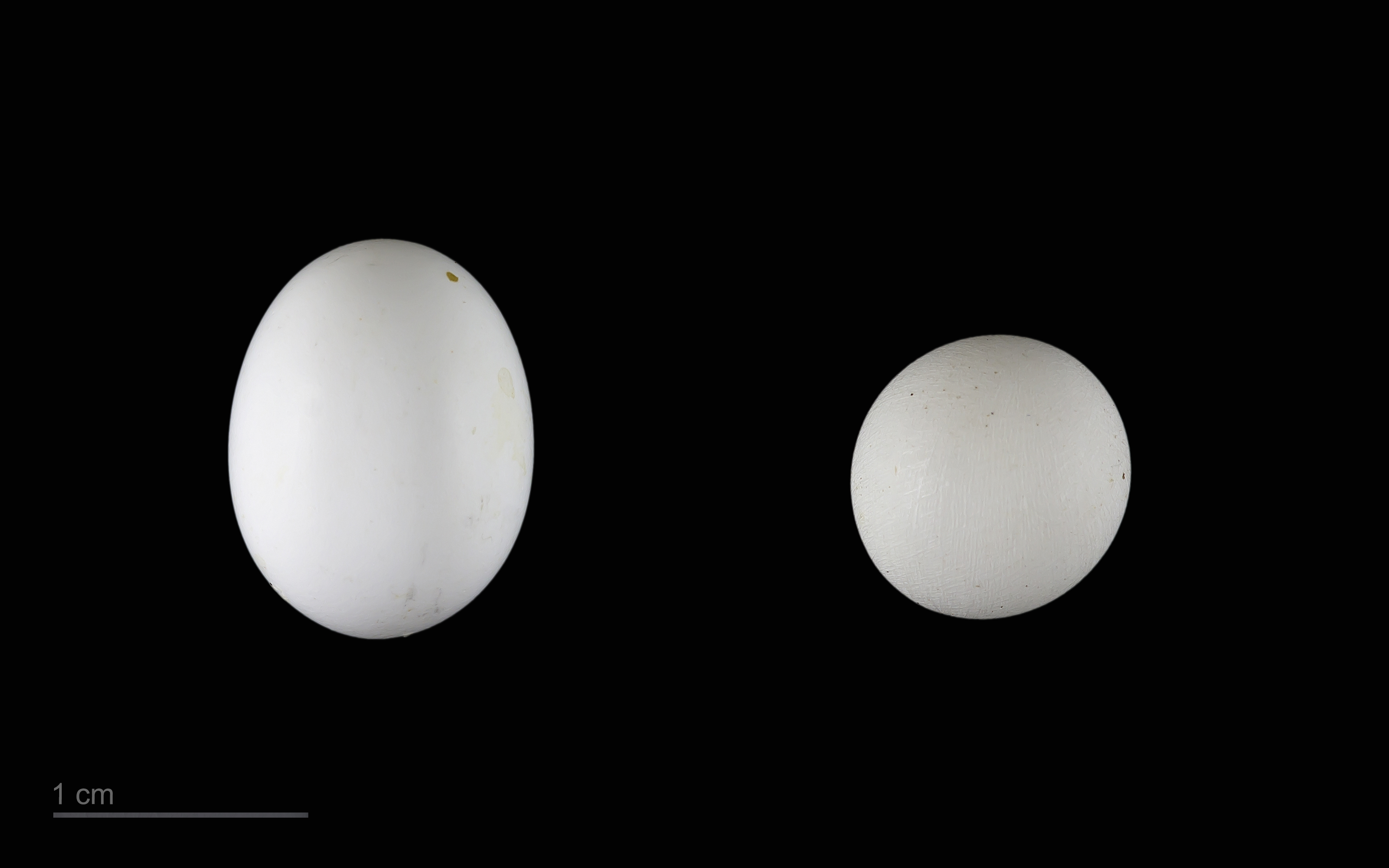
Vidua macroura + Lonchura cucullata

Bronsmunia (Spermestes cucullata) är en fågel i familjen astrilder inom ordningen tättingar.

## Utseende och läte
Bronsmunian är en liten finkliknande fågel. Adulta fåglar har glansigt svart på huvudet, bronsbrun rygg, tvärbandad över- och undergump samt en blågrå näbb. Ungfågeln är mer enhetligt brun med mörk näbb. Bland lätena hörs snabba och gnissliga "djip" eller "djup", ibland i ett snabbt kvitter.

## Utbredning och systematik
Bronsmunia delas upp i två underarter:
- S. c. cucullata – förekommer från Senegal söderut till Liberia, österut till sydvästra Sydsudan och västra Kenya samt söderut till Gabon och Republiken Kongo; även på öar i Guineabukten (Bioko, Príncipe, São Tomé och Annobón)
- S. c. scutata – förekommer från Etiopien samt närliggande sydöstra Sudan och östra Sydsudan till Angola, norra och östra Botswana samt östra Sydafrika; även Komorerna

## Levnadssätt
Bronsmunian hittas i savann, ogräsfält och jordbruksmarker. Den är en social fågel som ofta ses i flockar med dussintals till hundratals fåglar.

## Status
Arten har ett stort utbredningsområde och beståndet anses stabilt. Internationella naturvårdsunionen IUCN listar den därför som livskraftig (LC).